# Décès en juillet 2023
Décès
- 2019
- 2020
- 2021
- 2022
- 2023
- 2024
- 2025
- 2026
- 2027

Pour une information complémentaire, voir la page d'aide.

| Date              | Nom                        | Activités | Âge   | Source |
| ----------------- | -------------------------- | --- | ----- | ------ |
| 31 juillet        | Angus Cloud                | Acteur américain.                                                                                                 | 25    |        |
| 31 juillet        | Nicole Deschamps           | Universitaire et psychanalyste canadienne.                                                                        | 91    |        |
| 31 juillet        | Sophie Fillières           | Réalisatrice et scénariste française.                                                                             | 58    |        |
| 31 juillet        | María Fux                  | Danseuse, chorégraphe et physiothérapeute argentine.                                                              | 101   | (es)   |
| 31 juillet        | Souret Husseïnov           | Homme politique azerbaïdjanais.                                                                                   | 64    | (ru)   |
| 31 juillet        | Inga Landgré               | Actrice suédoise.                                                                                                 | 95    | (sv)   |
| 31 juillet        | William Jason Morgan       | Géophysicien américain.                                                                                           | 87    | (en)   |
| 31 juillet        | Liliane Pierre-Paul        | Journaliste haïtienne.                                                                                            | 70    |        |
| 31 juillet        | František Valošek          | Footballeur international tchécoslovaque.                                                                         | 86    | (cs)   |
| 31 juillet        | Melaku Worede              | Généticien éthiopien.                                                                                             | 87    | (en)   |
| 31 juillet        | Kamel Yahiaoui             | Peintre algérien.                                                                                                 | 56/57 |        |
| 30 juillet        | David Albahari             | Écrivain yougoslave puis serbe.                                                                                   | 75    | (sr)   |
| 30 juillet        | Gordon Conway              | Écologue, biologiste et professeur d'université britannique.                                                      | 85    | (en)   |
| 30 juillet        | Jorge Domínguez            | Footballeur international argentin.                                                                               | 64    | (es)   |
| 30 juillet        | Marc Jimenez               | Philosophe, traducteur et germaniste français.                                                                    | 79    |        |
| 30 juillet        | Konrad Klapheck            | Graphiste, peintre et enseignant allemand.                                                                        | 88    |        |
| 30 juillet        | Randall Neil Nelson        | Enseignant et Homme politique canadien.                                                                           | 97    | (en)   |
| 30 juillet        | Paul Reubens               | Humoriste, acteur et scénariste américain.                                                                        | 70    |        |
| 30 juillet        | Kavita Singh               | Historienne de l'art indienne.                                                                                    | 58    | (en)   |
| 29 juillet        | Alice Ladas                | Scientifique américaine.                                                                                          | 102   | (en)   |
| 29 juillet        | Vittorio Prodi             | Homme politique italien.                                                                                          | 86    | (it)   |
| 29 juillet        | Clive Rowlands             | Joueur de rugby à XV britannique.                                                                                 | 85    | (en)   |
| 29 juillet        | Ben Wilson                 | Joueur américain de football américain.                                                                           | 84    | (en)   |
| 29 juillet        | George Wilson              | Joueur américain de basket-ball, champion aux Jeux olympiques d'été de 1964.                                      | 81    | (en)   |
| 28 juillet        | Sadok Ben Mhenni           | Militant des droits de l'homme, écrivain et traducteur tunisien.                                                  | ?     |        |
| 28 juillet        | Danila Comastri Montanari  | Romancière italienne.                                                                                             | 74    | (it)   |
| 28 juillet        | Christiane Elien           | Patineuse artistique puis entraîneuse française.                                                                  | 91    |        |
| 28 juillet        | Thomas Goltz               | Historien et journaliste américain.                                                                               | 68    | (en)   |
| 28 juillet        | Timo Hirvonen              | Joueur professionnel de hockey sur glace finlandais.                                                              | 49    | (fi)   |
| 28 juillet        | Dan Sleigh                 | Romancier sud-africain.                                                                                           | 84    | (en)   |
| 28 juillet        | Jana Šulcová               | Actrice tchécoslovaque puis tchèque.                                                                              | 76    |        |
| 28 juillet        | Martin Walser              | Écrivain allemand.                                                                                                | 96    |        |
| 27 juillet        | Ali Ben Salem              | Militant tunisien des droits de l'homme.                                                                          | 91/92 |        |
| 27 juillet        | Pierre Collin              | Acteur et metteur en scène canadien.                                                                              | 85    |        |
| 27 juillet        | Jean-Marc Juilhard         | Homme politique français.                                                                                         | 83    |        |
| 27 juillet        | Paul Lang                  | Hockeyeur sur glace puis entraîneur français.                                                                     | 79    |        |
| 27 juillet        | Wayne Maxner               | Joueur puis entraîneur canadien de hockey sur glace.                                                              | 80    | (en)   |
| 27 juillet        | Bea Van der Maat           | Chanteuse, actrice et animatrice de télévision belge d'expression néerlandaise.                                   | 62    |        |
| 27 juillet        | Keith Waldrop              | Poète, romancier, traducteur, éditeur et universitaire américain.                                                 | 90    | (en)   |
| 26 juillet        | Ewa Ambroziak              | Rameuse de skiff polonaise.                                                                                       | 72    | (pl)   |
| 26 juillet        | Wendy Bowman               | Agricultrice et écologiste australienne.                                                                          | 89    | (en)   |
| 26 juillet        | François Castaing          | Ingénieur français.                                                                                               | 78    |        |
| 26 juillet        | Roger Dorchy               | Pilote automobile français.                                                                                       | 78    |        |
| 26 juillet        | Jean-Jacques Honorat       | Agronome et homme d'État haïtien.                                                                                 | 92    |        |
| 26 juillet        | Randy Meisner              | Bassiste et chanteur américain.                                                                                   | 77    | (en)   |
| 26 juillet        | Calvin C. Moore            | Mathématicien américain.                                                                                          | 86    | (en)   |
| 26 juillet        | Jacques-Yvan Morin         | Enseignant, juriste et homme politique canadien.                                                                  | 92    |        |
| 26 juillet        | Sinéad O'Connor            | Auteure-compositrice-interprète et musicienne irlandaise.                                                         | 56    | (en)   |
| 26 juillet        | Victor Vroom               | Psychologue et sexologue canadien.                                                                                | 90    | (en)   |
| 26 juillet        | Zïlon                      | Peintre canadien.                                                                                                 | 67    |        |
| 25 juillet        | Jani Allan                 | Journaliste sud-africaine.                                                                                        | 70    | (en)   |
| 25 juillet        | Pat Carney                 | Sénatrice canadienne.                                                                                             | 88    | (en)   |
| 25 juillet        | Bo Goldman                 | Scénariste et dramaturge américain.                                                                               | 90    | (en)   |
| 25 juillet        | Lam Quang My               | Docteur universitaire et poète polono-vietnamien.                                                                 | 79    | (pl)   |
| 25 juillet        | Eduardo Pitta              | Écrivain portugais.                                                                                               | 73    | (pt)   |
| 25 juillet        | Biff Rose                  | Comédien et auteur-compositeur-interprète américain                                                               | 85    | (en)   |
| 25 juillet        | Christoph Theusner         | Auteur-compositeur-interprète, compositeur de musiques de film et guitariste allemand.                            | 74    | (de)   |
| 25 juillet        | William Wirtz              | Homme d'affaires américain.                                                                                       | 70    |        |
| 24 juillet        | George Alagiah             | Journaliste et animateur de télévision britannique.                                                               | 67    | (en)   |
| 24 juillet        | Leny Andrade               | Chanteuse et musicienne brésilienne.                                                                              | 80    | (pt)   |
| 24 juillet        | Marc Augé                  | Anthropologue français.                                                                                           | 87    |        |
| 24 juillet        | Denis Badault              | Pianiste, chef d'orchestre et compositeur français.                                                               | 65    |        |
| 24 juillet        | Chris Bart-Williams        | Footballeur anglais.                                                                                              | 49    |        |
| 24 juillet        | Ethel Bruneau              | Danseuse et chanteuse canadienne.                                                                                 | 87    |        |
| 24 juillet        | Trevor Francis             | Footballeur international anglais.                                                                                | 69    | (en)   |
| 24 juillet        | Alexandre de Lur Saluces   | Viticulteur français.                                                                                             | 89    |        |
| 24 juillet        | Ahmad Sami Minkara         | Homme politique libanais.                                                                                         | 85    |        |
| 24 juillet        | Charles W. Misner          | Physicien américain.                                                                                              | 91    | (en)   |
| 24 juillet        | Dóris Monteiro             | Chanteuse et actrice brésilienne.                                                                                 | 88    | (pt)   |
| 24 juillet        | Seiichi Morimura           | Écrivain et romancier japonais.                                                                                   | 90    | (en)   |
| 24 juillet        | Ronald Numbers             | Historien des sciences américain.                                                                                 | 81    | (en)   |
| 24 juillet        | Annamária Tóth             | Athlète hongroise spécialiste du pentathlon, médaillée de bronze aux Jeux olympiques d'été de 1968.               | 77    | (hu)   |
| 24 juillet        | Mariánna Vardinogiánni     | Ambassadrice de bonne volonté de l'UNESCO grecque.                                                                | 80    | (en)   |
| 24 juillet        | Oswaldo Viteri             | Peintre néo-figuratif équatorien.                                                                                 | 91    | (es)   |
| 24 juillet        | Rose Zang Nguele           | Femme politique camerounaise.                                                                                     | 76    |        |
| 23 juillet        | Peter Hartmann             | Diplomate allemand.                                                                                               | 87    | (de)   |
| 23 juillet        | Otello Profazio            | Musicien et auteur-compositeur-interprète italien.                                                                | 88    | (it)   |
| 23 juillet        | Éliane Provost             | Femme politique française.                                                                                        | 92    |        |
| 23 juillet        | Patty Ryan                 | Chanteuse allemande.                                                                                              | 62    | (en)   |
| 23 juillet        | Inga Swenson               | Actrice américaine.                                                                                               | 90    | (en)   |
| 23 juillet        | Martine Tanghe             | Journaliste et présentatrice belge.                                                                               | 67    |        |
| 22 juillet        | Hassan Amcharrat           | Footballeur international marocain.                                                                               | 75    |        |
| 22 juillet        | Aaron Cicourel             | Sociologue américain.                                                                                             | 94    | (en)   |
| 22 juillet        | Lelia Goldoni              | Actrice américaine.                                                                                               | 86    | (en)   |
| 22 juillet        | Russell H. Greenan         | Écrivain américain de roman noir.                                                                                 | 97    | (en)   |
| 22 juillet        | Günther Herrmann           | Footballeur international ouest-allemand.                                                                         | 83    | (de)   |
| 22 juillet        | Édouard Labkovski          | Chanteur de basse soviétique puis russe.                                                                          | 84    | (ru)   |
| 22 juillet        | Ernesto Mastrángelo        | Footballeur international argentin.                                                                               | 75    | (es)   |
| 22 juillet        | Jean Ortiz                 | Maître de conférences et syndicaliste français.                                                                   | 75    |        |
| 22 juillet        | Alan Roland                | Psychanalyste américain.                                                                                          | 93    | (en)   |
| 22 juillet        | Adolf Scherer              | Footballeur international tchécoslovaque.                                                                         | 85    |        |
| 22 juillet        | Marianne Werner            | Athlète de lancers de poids allemande, médaillée d'argent aux Jeux olympiques d'été de 1952 et de bronze en 1956. | 99    | (de)   |
| 21 juillet        | Hafiz Abdelrahman          | Flutiste soudanais.                                                                                               | ?     | (ar)   |
| 21 juillet        | Tony Bennett               | Chanteur américain.                                                                                               | 96    |        |
| 21 juillet        | Isabelle Choko             | Joueuse d'échecs française.                                                                                       | 94    |        |
| 21 juillet        | Ann Clwyd                  | Femme politique britannique.                                                                                      | 86    | (en)   |
| 21 juillet        | Philip Eaton               | Chimiste et pédagogue américain.                                                                                  | 87    | (en)   |
| 21 juillet        | Juliette Mayniel           | Actrice française.                                                                                                | 87    | (it)   |
| 21 juillet        | Marcello Osler             | Coureur cycliste italien.                                                                                         | 77    | (it)   |
| 21 juillet        | Jacinto Santos             | Footballeur international portugais.                                                                              | 82    | (pt)   |
| 21 juillet        | Chonlathee Thanthong       | Artiste national de Thaïlande.                                                                                    | 85    | (th)   |
| 20 juillet        | Arnaud Bédat               | Journaliste suisse                                                                                                | 58    |        |
| 20 juillet        | Albert Boton               | Typographe et graphiste français.                                                                                 | 91    |        |
| 20 juillet        | Robert Deleuse             | Romancier, nouvelliste et essayiste, français.                                                                    | 73    |        |
| 20 juillet        | Bill Geddie                | Producteur de télévision américain.                                                                               | 68    | (en)   |
| 20 juillet        | Marie-Sœurette Mathieu     | Sociologue, écrivaine, peintre et enseignante canado-haïtienne.                                                   | 73    |        |
| 20 juillet        | Juan Meza                  | Boxeur mexicain.                                                                                                  | 67    | (en)   |
| 20 juillet        | Mirko Novosel              | Joueur puis arbitre croate de basket-ball.                                                                        | 85    | (en)   |
| 20 juillet        | Rachid Sfar                | Homme d'État tunisien.                                                                                            | 89    |        |
| 20 juillet        | Theo Smit                  | Coureur cycliste néerlandais.                                                                                     | 72    | (nl)   |
| 20 juillet        | José Sulantay              | Footballeur chilien.                                                                                              | 83    | (es)   |
| 20 juillet        | Romain Winding             | Directeur de la photographie français.                                                                            | 71    |        |
| 20 juillet        | Dimas Zegarra              | Footballeur international péruvien.                                                                               | 90    | (es)   |
| 19 juillet        | Lajos Balázsovits          | Acteur hongrois.                                                                                                  | 76    | (hu)   |
| 19 juillet        | Philippe Doumenc           | Écrivain français.                                                                                                | 89    |        |
| 19 juillet        | Remigijus Valiulis         | Athlète soviétique, champion aux Jeux olympiques d'été de 1980.                                                   | 65    | (lt)   |
| 18 juillet        | Alexandre Adler            | Journaliste français.                                                                                             | 72    |        |
| 18 juillet        | Amilcare Ballestrieri      | Pilote de motocyclisme et de rallyes italien.                                                                     | 87    |        |
| 18 juillet        | Oommen Chandy              | Homme politique indien.                                                                                           | 79    | (en)   |
| 17 juillet        | Robert Budzynski           | Footballeur et directeur sportif français.                                                                        | 83    |        |
| 17 juillet        | DJ Deeon                   | Producteur de musique électronique américain.                                                                     | 56    | (en)   |
| 17 juillet        | João Donato                | Pianiste, compositeur et chanteur brésilien.                                                                      | 88    |        |
| 17 juillet        | Marc Herrand               | Musicien français.                                                                                                | 98    |        |
| 17 juillet        | Françoise Kucheida         | Chanteuse française.                                                                                              | 77    |        |
| 17 juillet        | Mangala Narlikar           | Mathématicienne indienne.                                                                                         | 80    | (en)   |
| 17 juillet        | Palhinha                   | Footballeur international brésilien.                                                                              | 73    | (pt)   |
| 16 juillet        | Abdelatif Baba Ahmed       | Universitaire algérien.                                                                                           | 72    | (ar)   |
| 16 juillet        | Jane Birkin                | Actrice et chanteuse britannique naturalisée française.                                                           | 76    |        |
| 16 juillet        | Ghislain Dufour            | Homme d'affaires et directeur d'hôpital canadien.                                                                 | 88    |        |
| 16 juillet        | Harry Frankfurt            | Philosophe américain.                                                                                             | 94    | (en)   |
| 16 juillet        | Oleg Khorjan               | Homme politique moldave.                                                                                          | 47    | (ru)   |
| 16 juillet        | Kevin Mitnick              | Consultant en sécurité informatique américain.                                                                    | 59    | (en)   |
| 16 juillet        | Angelo Mozilo              | Homme d'affaires américain.                                                                                       | 84    | (en)   |
| 16 juillet        | Henri Tachan               | Auteur-compositeur-interprète français.                                                                           | 83    |        |
| 16 juillet        | Véronique Verlhac          | Actrice française.                                                                                                | 91    |        |
| 16 juillet        | Bibiana Zeller             | Actrice autrichienne.                                                                                             | 95    | (de)   |
| 15 juillet        | Pablo Maria de la Cruz     | Religieux carme espagnol.                                                                                         | 20/21 | (es)   |
| 15 juillet        | Marie-Laure de Decker      | Journaliste et photographe française.                                                                             | 75    |        |
| 15 juillet        | Vítor Godinho              | Footballeur international portugais.                                                                              | 78    | (pt)   |
| 15 juillet        | Sergueï Godounov           | Mathématicien russe.                                                                                              | 93    | (ru)   |
| 15 juillet        | Yrjö Hakala                | Joueur professionnel de hockey sur glace finlandais.                                                              | 91    | (fi)   |
| 15 juillet        | Michael Hansen             | Chanteur allemand.                                                                                                | 82    | (de)   |
| 15 juillet        | Leonard Retel Helmrich     | Cinéaste néerlandais.                                                                                             | 63    | (nl)   |
| 15 juillet        | Francisco Ibáñez           | Auteur de bande dessinée espagnol.                                                                                | 87    | (es)   |
| 15 juillet        | Lew Morrison               | Joueur de hockey sur glace canadien.                                                                              | 75    | (en)   |
| 15 juillet        | Mad Sheer Khan             | Musicien et compositeur algérien.                                                                                 | 68    |        |
| 15 juillet        | Veniamin Soldatenko        | Athlète soviétique, médaillé d'argent aux Jeux olympiques d'été de 1972.                                          | 84    | (ru)   |
| 15 juillet        | Abdourahmane Sow           | Homme politique sénégalais.                                                                                       | 81    |        |
| 14 juillet        | Bernard Bachrach           | Universitaire et historien américain.                                                                             | 84    | (en)   |
| 14 juillet        | Albert Eschenmoser         | Chimiste suisse.                                                                                                  | 97    | (en)   |
| 14 juillet        | Théodore Khoury            | Théologien allemand.                                                                                              | 93    | (de)   |
| 14 juillet        | William MacMillan          | Joueur puis entraîneur canadien de hockey sur glace, médaillé de bronze aux Jeux olympiques d'hiver de 1968.      | 80    | (en)   |
| 14 juillet        | Mader Moussayev            | Homme politique azerbaïdjanais.                                                                                   | 75    | (az)   |
| 13 juillet        | Josette Baisse             | Fondeuse française.                                                                                               | 98    |        |
| 13 juillet        | Josephine Chaplin          | Actrice américaine.                                                                                               | 74    |        |
| 13 juillet        | Paulgerhard Gladen         | Avocat et historien allemand.                                                                                     | 97    | (de)   |
| 13 juillet        | Juan Carlos Durán Saucedo  | Homme politique, avocat et dirigeant sportif bolivien.                                                            | 73    | (es)   |
| 13 juillet        | Marilies Flemming          | Femme politique autrichienne.                                                                                     | 89    | (de)   |
| 13 juillet        | John Graham Nicholls       | Physiologiste et neuroscientifique britannico, américano et suisse.                                               | 93    | (en)   |
| 13 juillet        | Étienne Guyon              | Physicien français.                                                                                               | 88    |        |
| 13 juillet        | Guy Lagorce                | Journaliste et écrivain français.                                                                                 | 86    |        |
| 13 juillet        | Gerd Lossdörfer            | Athlète de haies allemand.                                                                                        | 79    | (de)   |
| 13 juillet        | Chérubin Okende Senga      | Homme politique congolais (RDC).                                                                                  | 61    |        |
| 13 juillet        | Anthony Stevens            | Psychiatre psychologue analytique jungien britannique.                                                            | 90    | (en)   |
| 13 juillet        | Yoshitaka Tamaki           | Illustrateur et character designer japonais.                                                                      | 55    | (en)   |
| 12 juillet        | Gustavo Badell             | Culturiste vénézuélien.                                                                                           | 50    | (en)   |
| 12 juillet        | Sergio Garrone             | Réalisateur, producteur et scénariste italien.                                                                    | 98    | (en)   |
| 12 juillet        | Alexis Golovine            | Pianiste soviétique puis russe.                                                                                   | 77    | (en)   |
| 12 juillet        | Jean Lenert                | Violoniste français.                                                                                              | 86    |        |
| 12 juillet        | John Nettleton             | Acteur britannique.                                                                                               | 94    | (en)   |
| 12 juillet        | Heide Simonis              | Femme politique allemande.                                                                                        | 80    | (de)   |
| 12 juillet        | André Watts                | Pianiste américain.                                                                                               | 77    |        |
| 12 juillet        | Janice Young Brooks        | Écrivaine américaine.                                                                                             | 80    | (en)   |
| 12 juillet        | Leif Zetterling            | Dessinateur de presse, caricaturiste et auteur de bande dessinée suédois.                                         | 82    | (sv)   |
| 11 juillet        | Leonardo Cavallini         | Bobeur italien.                                                                                                   | 94    | (it)   |
| 11 juillet        | Philippe Garot             | Footballeur international et entraîneur belge.                                                                    | 74    |        |
| 11 juillet        | Pierre Guillaume           | Éditeur et militant politique français.                                                                           | 82    |        |
| 11 juillet        | Hans-Jochen Jaschke        | Évêque catholique allemand.                                                                                       | 81    | (de)   |
| 11 juillet        | Milan Kundera              | Écrivain tchèque naturalisé français.                                                                             | 94    |        |
| 11 juillet        | Pierre Martin              | Homme politique français.                                                                                         | 79    |        |
| 11 juillet        | Fazil Nadjafov             | Sculpteur azerbaïdjanais.                                                                                         | 88    | (ru)   |
| 11 juillet        | David Rosenmann-Taub       | Poète, musicien et dessinateur chilien.                                                                           | 96    | (en)   |
| 11 juillet        | Yūzō Toyama                | Compositeur et chef d'orchestre japonais.                                                                         | 92    | (ja)   |
| 11 juillet        | Oleg Tsokov                | Général soviétique puis russe.                                                                                    | 51    | (ru)   |
| 11 juillet        | Ion Văduva                 | Mathématicien et informaticien roumain.                                                                           | 86    | (ro)   |
| 10 juillet        | Jean-Jacques Becker        | Historien français.                                                                                               | 95    |        |
| 10 juillet        | Ashton Chase               | Homme politique guyanien.                                                                                         | 96    | (en)   |
| 10 juillet        | Al Giordano                | Journaliste américain.                                                                                            | 63    | (en)   |
| 10 juillet        | Eugène Grévin              | Footballeur français.                                                                                             | 91    |        |
| 10 juillet        | Richard G. Hovannisian     | Historien arméno-américain.                                                                                       | 90    | (en)   |
| 10 juillet        | Christine Hug              | Officier suisse.                                                                                                  | 42    |        |
| 10 juillet        | Isao Kuwabara              | Homme politique japonais.                                                                                         | 78    | (ja)   |
| 10 juillet        | Roger Gnoan M'Bala         | Cinéaste ivoirien.                                                                                                | 82    |        |
| 10 juillet        | Marga Minco                | Écrivaine et journaliste néerlandaise.                                                                            | 103   |        |
| 10 juillet        | Per Odensten               | Écrivain suédois.                                                                                                 | 84    | (sv)   |
| 10 juillet        | Adrian Palmer              | Aristocrate britannique, 4e baron Palmer.                                                                         | 71    |        |
| 9 juillet         | Mustapha Benyahia          | Footballeur international algérien.                                                                               | 75    |        |
| 9 juillet         | Pierre-Jean Berrou         | Historien français.                                                                                               | 93    |        |
| 9 juillet         | Manny Coto                 | Producteur, réalisateur et scénariste américain.                                                                  | 62    | (en)   |
| 9 juillet         | Michel Dupuy               | Homme politique, diplomate et journaliste canadien.                                                               | 93    |        |
| 9 juillet         | Andrea Evans               | Actrice américaine.                                                                                               | 66    | (en)   |
| 9 juillet         | André Fefeu                | Footballeur français.                                                                                             | 84    |        |
| 9 juillet         | Henry Kamm                 | Journaliste américain.                                                                                            | 98    | (en)   |
| 9 juillet         | James O. Prochaska         | Psychologue américain.                                                                                            | 80    | (en)   |
| 9 juillet         | Asbjørn Sennels            | Footballeur danois.                                                                                               | 44    | (da)   |
| 9 juillet         | Luis Suárez                | Footballeur puis entraîneur espagnol.                                                                             | 88    | (it)   |
| 8 juillet         | Patrice Aouissi            | Boxeur français.                                                                                                  | 57    |        |
| 8 juillet         | Alain Besançon             | Historien et soviétologue français.                                                                               | 91    |        |
| 8 juillet         | José Mattoso               | Historien médiéviste et professeur d'université portugais.                                                        | 90    | (pt)   |
| 8 juillet         | Evelyn M. Witkin           | Généticienne américaine.                                                                                          | 102   | (en)   |
| 7 juillet         | Simon Brown                | Avocat britannique, ancien Lord of Appeal in Ordinary et juge de la Cour suprême du Royaume-Uni.                  | 86    | (en)   |
| 7 juillet         | Nikki McCray-Penson        | Joueuse puis entraîneuse américaine de basket-ball, double championne olympique (1996, 2000).                     | 51    | (en)   |
| 6 juillet         | Attila Abonyi              | Joueur puis entraîneur australien de football.                                                                    | 76    | (en)   |
| 6 juillet         | Gilles Amado               | Réalisateur de télévision français.                                                                               | 74    |        |
| 6 juillet         | Graham Clark               | Artiste lyrique et musicien britannique.                                                                          | 81    | (en)   |
| 6 juillet         | Johnie Cooks               | Joueur américain de football américain.                                                                           | 64    |        |
| 6 juillet         | Brendan Daly               | Homme politique irlandais                                                                                         | 83    | (en)   |
| 6 juillet         | Awa Ehoura                 | Journaliste ivoirienne.                                                                                           | ?     |        |
| 6 juillet         | Arnaldo Forlani            | Homme d'État italien.                                                                                             | 97    | (it)   |
| 6 juillet         | Gene Gaines                | Joueur et entraîneur américain de football canadien.                                                              | 85    | (en)   |
| 6 juillet         | Ellinor Jensen             | Actrice allemande.                                                                                                | 94    | (de)   |
| 6 juillet         | Iván Márquez               | Homme politique et guérillero colombien.                                                                          | 68    | (es)   |
| 6 juillet         | José Celso Martinez Corrêa | Écrivain, comédien et metteur en scène brésilien.                                                                 | 86    | (pt)   |
| 6 juillet         | Peter Nero                 | Pianiste et chef d'orchestre américain.                                                                           | 89    | (en)   |
| 6 juillet         | Victor Pikaisen            | Violoniste et pédagogue russe.                                                                                    | 90    | (ru)   |
| 6 juillet         | Mutulu Shakur              | Nationaliste et révolutionnaire noir américain.                                                                   | 72    | (en)   |
| 6 juillet         | Jimmy Weldon               | Acteur américain.                                                                                                 | 99    | (en)   |
| 5 juillet         | Jacques Duquesne           | Journaliste et écrivain français.                                                                                 | 93    |        |
| 5 juillet         | Coco Lee                   | Chanteuse, autrice-compositrice et actrice sino-américaine.                                                       | 48    | (en)   |
| 5 juillet         | Roly Meates                | Joueur puis entraîneur de rugby à XV irlandais.                                                                   | 85    | (en)   |
| 5 juillet         | Andrés Oliva               | Coureur cycliste espagnol.                                                                                        | 74    | (es)   |
| 5 juillet         | Ljuben Spassov             | Grand maître international d'échecs bulgare.                                                                      | 80    | (bg)   |
| 5 juillet         | Martin Stevens             | Chanteur disco canadien.                                                                                          | 69    |        |
| 5 juillet         | Walkiria Terradura         | Résistante antifasciste italienne.                                                                                | 99    | (it)   |
| 4 juillet         | Georges Bereta             | Footballeur français.                                                                                             | 77    |        |
| 4 juillet         | Denise Bombardier          | Polémiste, chroniqueuse et romancière canadienne.                                                                 | 82    |        |
| 4 juillet         | Horst Hiemer               | Acteur allemand.                                                                                                  | 90    | (de)   |
| 4 juillet         | Jenő Jandó                 | Pianiste classique hongrois.                                                                                      | 71    | (hu)   |
| 4 juillet         | Miki Liukkonen             | Poète et musicien finlandais.                                                                                     | 33    |        |
| 3 juillet         | Daniel Ferrand             | Footballeur français.                                                                                             | 90    |        |
| 3 juillet         | Léon Gautier               | Militaire français, dernier survivant des commandos Kieffer.                                                      | 100   |        |
| 3 juillet         | Sami Habra                 | Musicologue britannique.                                                                                          | 88    |        |
| 3 juillet         | Francis Wodié              | Homme politique ivoirien.                                                                                         | 87    |        |
| 2 juillet         | Valeriano Bozal            | Historien de l'art, philosophe et historien espagnol.                                                             | 82    | (es)   |
| 2 juillet         | Michel Charpentier         | Sculpteur et médailleur français.                                                                                 | 95    |        |
| 2 juillet         | Fodil Goumrassa            | Judoka algérien.                                                                                                  | 71    |        |
| 2 juillet         | Milan Milutinović          | Homme d'État yougoslave puis serbe, président de la république de Serbie.                                         | 80    | (sr)   |
| 2 juillet         | Minnie Bruce Pratt         | Éducatrice, activiste, poétesse et essayiste américaine.                                                          | 76    | (en)   |
| 2 juillet         | Karen Velez                | Mannequin américaine.                                                                                             | 62    | (en)   |
| 2 juillet         | Rudolf Zehetgruber         | Réalisateur, scénariste, producteur et acteur autrichien.                                                         | 96    | (de)   |
| 1er juillet       | Ahn Junghyo                | Écrivain et traducteur littéraire sud-coréen.                                                                     | 82    | (ko)   |
| 1er juillet       | Victoria Amelina           | Écrivaine ukrainienne.                                                                                            | 37    |        |
| 1er juillet       | Christian Dalger           | Joueur puis entraîneur français de football.                                                                      | 73    |        |
| 1er juillet       | Vincenzo D'Amico           | Footballeur italien.                                                                                              | 68    | (it)   |
| 1er juillet       | Dilano van 't Hoff         | Pilote automobile néerlandais.                                                                                    | 18    |        |
| 1er juillet       | Bob Kerslake               | Haut-fonctionnaire britannique.                                                                                   | 68    | (en)   |
| 1er juillet       | Robert Lieberman           | Réalisateur, producteur de cinéma et scénariste américain.                                                        | 75    | (en)   |
| 1er juillet       | Francisco Molina Ruiz      | Homme politique mexicain.                                                                                         | 72    | (es)   |
| 1er juillet       | Marie-Josée Neuville       | Chanteuse, comédienne et animatrice de radio française.                                                           | 85    |        |
| 1er juillet       | Lawrence Turman            | Producteur de cinéma américain                                                                                    | 96    | (en)   |
| 1er juillet       | Serge Vieira               | Chef cuisinier français.                                                                                          | 46    |        |
| date indéterminée | Jon Jonassen               | Compositeur et diplomate cookien.                                                                                 | 73/74 | (en)   |
| date indéterminée | Dave Hilton, Sr.           | Boxeur canadien.                                                                                                  | 82    |        |
| date indéterminée | Richard Lynn               | Psychologue britannique.                                                                                          | 93    | (en)   |
| date indéterminée | Patrick Lucien Price       | Game designer et éditeur américain                                                                                | ?     | (en)   |